# Krausenöd
Krausenöd ist ein amtlich benannter Gemeindeteil von Tiefenbach im Oberpfälzer Landkreis Cham in Bayern.

## Geographische Lage
Die Einöde Krausenöd liegt etwa eineinhalb Kilometer nördlich von Tiefenbach am Hang des 594 m hohen Rothenbühl.

## Geschichte
Krausenöd wurde 1845 in einer Beschreibung von Tiefenbach mit einem Haus und vier Einwohnern erwähnt.
Zum Stichtag 23. März 1913 (Osterfest) wurde Krausenöd als Teil der Pfarrei Tiefenbach mit zwei Häusern und 20 Einwohnern aufgeführt.
Am 31. Dezember 1990 wurde Krausenöd noch mit 10 Einwohnern erwähnt.